# 코라타
코라타(Korata)는 에티오피아의 암하라(Amhara) 지역에 속한 케벨레(Kebele) 중 하나이다. 이곳은 과거에는 Korata라는 마을이 있었던 지역이다.
19세기 동안, 코라타는 에티오피아에서 가장 신성한 장소 중 하나이자 주요 정착지 중 하나였다. 오로모  침입자에 의한 공격에서 코라타는 수녀인 Waldt-Máryam의 기적적인 구원으로 신성한 장소로 여겨졌다. 결과적으로 Waldt-Máryam은 성자로 숭배되었고 코라타는 신성한 도시가 되었다. 코라타의 거리에서는 에티오피아 교회와 황제만이 노새 또는 말을 탈 수 있었다.
코라타는 아름다움과 돌로 지어진 훌륭한 집들로 유명했다. 이 도시에는 거대한 나무가 많아서 멀리서는 주요 정착지임을 알기가 어려울 정도였다.